# Wawer (gmina)
Wawer (początkowo także jako Miłosna) – dawna gmina wiejska istniejąca w latach 1867–1951 w Warszawskiem. siedzibą władz gminy był początkowo Wawer, za II RP Rembertów (stanowiący od 1939 odrębną gminę miejską), a po wojnie Anin.

## Historia
Gmina Wawer powstała 13 stycznia 1867 roku w związku z reformą gminną w Królestwie Polskim. Należała do powiatu warszawskiego w guberni warszawskiej.
1 kwietnia 1916, na mocy rozporządzenia generał-gubernatora Hansa Hartwiga von Beselera, z gminy Wawer miały być wyłączone i włączone do Warszawy miejscowości Grochów I, Grochów II i Kępa Gocławska. Rok później sprecyzowano dokładny przebieg granic Warszawy, w związku z czym obszar włączony do Warszawy opisano dokładniej, przy czym uległ on pewnym zmianom lokalnym. Ostatecznie do Warszawy włączono:
- wieś Grochów I i folwark Grochów I (z leżącym między nimi terenem wsi Kawęczyn),
- folwark i wieś Grochów II (z Florentynowem i Emilianowem),
- wieś Kozia Górka Grochowska,
- wieś Saska Kępa,
- wieś Gocławska Kępa,
- wieś Gocław,
- wieś Górki Grochowskie,
- folwark Kamionek,
- kolonia Witolin,
- południową część łąk folwarku Gocławek[9].

W okresie międzywojennym gmina Wawer należała do powiatu warszawskiego w woj. warszawskim.
1 stycznia 1925 z części obszaru gminy Wawer (Anin) powstała nowa Falenica Letnisko.
1 kwietnia 1930 z gminy Wawer wyłączono:
- a) miejscowość Ząbki, zakład leczniczy dla umysłowo chorych w Drewnicy oraz lasy państwowe położone na terytorium Drewnicy i Ząbek, włączając je do gminy Marki w tymże powiecie;
- b) wieś Żwir i wieś Żurawka wraz z osadą Krowa, włączając je do gminy Okuniew tamże.

Do gminy Wawer z gminy Okuniew włączono natomiast następujące miejscowości: Rembertów z poligonem artyleryjskim, Magenta, Zygmuntów, Karolówka, Grzybowa, Zielona, Mokry Ług, Groszówka i Wesoła.
20 października 1933 gminę Wawer podzielono na 14 gromad (skład gromad w nawiasie):
- Gocławek – Gocławek (w.) i Wygoda (w.),
- Grzybowa – Grzybowa (w.),
- Karolówka – Karolówka (w.),
- Kawenczyn – Kawenczyn (w.),
- Kozia Górka – Kozia Górka (w.) i Antoninów (w.),
- Miłosna – Miłosna (w.),
- Mokry-Ług – Mokry Ług (w.),
- Podkaczy Dół – Podkaczy Dół (w.),
- Pohulanka – Pohulanka (w.),
- Poligon – Poligon (poligon),
- Rembertów – Rembertów Stary (w.),
- Rembertów Nowy – Rembertów Nowy (w.),
- Wawer – Wawer (w.), Czaple (kol.), Glinki (w.), Czaplowizna (w.) i Marysin Wawerski (w.),
- Wola Grzybowska – Wola Grzybowska (w.), Groszówka (w.) i Wesoła (w.),
- Zastów – Zastów (w.), Zastów (kol.) i Sadul (f.),
- Zielona – Zielona (w.),
- Zygmuntów-Magenta – Zygmuntów (w.) i Magenta (w.).

9 grudnia 1933 z gminy Wawer wyłączono następujące miejscowości, włączając je do gminy Zagóźdź w tymże powiecie:
- gromadę Zastów (wieś Zastów, kolonię Sadul i folwark Zastów o nazwie hipotecznej „Dobra Wilanowskie-Zastów folwark”)
- z gromady Wawer – osadę Wawer Nowy położoną po południowo-wschodniej stronie szosy Warszawa-Mińsk Mazowiecki,
- z gromady Wawer – tereny parcelacyjne o nazwie hipotecznej Marysin Wawerski położone po prawej stronie szosy Warszawa-Mińsk Mazowiecki.
- z gromady Gocławek – część osady Gocławek położoną po prawej (południowo-wschodniej) stronie szosy Warszawa-Mińsk Mazowiecki
- tereny parcelacyjne o nazwie hipotecznej „Adamówka Wilanowska”,
- tereny o nazwie hipotecznej „Działki Anin Wawerski”.

13 marca 1939 nazwę miejscowości Podkaczy Dół zmieniono na Wiśniowa Góra.
1 kwietnia 1939 do gminy Wawer przyłączono:
- część znoszonej gminy Zagóźdź – gromady Las, Zbytki, Zerzeń, Zastów i Nowy Wawer;
- z gminy Letnisko Falenica – gromady Anin i Międzylesie.

Z gminy Wawer wyłączono natomiast:
- gromady Grzybowa, Zielona, Wola Grzybowska i 101 ha gromady Poligon, które weszły w skład nowo utworzonej gminy Sulejówek;
- gromadę Kozia Górka, którą przyłączono do gminy Bródno[15];
- gromady Rembertów Stary, Rembertów Nowy, Karolówka, Zygmuntów-Magenta, Mokry Ług, Kawęczyn i Poligon (oprócz obszaru 101 ha), z których utworzono miasto Rembertów[16].

Pod koniec lat 1930. wyodrębniono nową gromadę Wygoda z części gromady Gocławek.
Podczas II wojny światowej w Generalnym Gubernatorstwie, w dystrykcie warszawskim. W 1943 roku gmina Wawer składała się z 14 gromad i liczyła 23,807 mieszkańców: Anin Nowy (732 mieszkańców), Anin Stary (2130), Gocławek (3062), Las (1081), Międzylesie (2444), Miłosna Stara (1616) Podkaczydół (594), Wawer Nowy (3104), Wawer Stary (4995), Pohulanka (106), Wygoda (1818), Zastów (610), Zbytki (741) i Zerzeń (774).
Po wojnie gmina zachowała przynależność administracyjną.
15 maja 1951 gminę Wawer zniesiono, po czym:
- gromady Anin Nowy, Anin Stary, Gocławek, Las, Międzylesie, Podkaczy Dół, Wawer Nowy, Wawer Stary, Wygoda, Zastów, Zbytki i Zerzeń włączono do Warszawy;
- gromadę Miłosna Stara włączono do gminy Sulejówek w powiecie warszawskim;
- gromadę Pohulanka włączono do gminy Wiązowna w powiecie warszawskim[18].

Rok później, 1 lipca 1952, gromady włączone do gmin Sulejówek i Wiązowna włączono do nowo utworzonego powiatu miejsko-uzdrowiskowy Otwock w związku ze zniesieiem powiatu warszawskiego.

## Zmiany terytorialne
| Miejscowość                  | 1867-01-13 | 1916-04-01   | 1925-01-01     | 1930-04-01     | 1933-12-09     | 1939-04-01    | 1951-05-15    | 1952-07-01     | 1957-01-01     | 1958-01-01     |
| ---------------------------- | ---------- | ------------ | -------------- | -------------- | -------------- | ------------- | ------------- | -------------- | -------------- | -------------- |
| Anin (Stary)                 | Wawer      | Wawer        | Falenica Letn. | Falenica Letn. | Falenica Letn. | Wawer         | Warszawa (m)  | Warszawa (m)   | Warszawa (m)   | Warszawa (m)   |
| Anin Nowy                    | Wawer      | Wawer        | Falenica Letn. | Falenica Letn. | Falenica Letn. | Wawer         | Warszawa (m)  | Warszawa (m)   | Warszawa (m)   | Warszawa (m)   |
| Antoninów                    | Wawer      | Wawer        | Wawer          | Wawer          | Wawer          | Bródno        | Warszawa (m)  | Warszawa (m)   | Warszawa (m)   | Warszawa (m)   |
| Drewnica-Szpital             | Wawer      | Wawer        | Wawer          | Marki          | Marki          | Marki         | Marki         | Ząbki          | Ząbki (os)     | Ząbki (os)     |
| Gocław                       | Wawer      | Warszawa (m) | Warszawa (m)   | Warszawa (m)   | Warszawa (m)   | Warszawa (m)  | Warszawa (m)  | Warszawa (m)   | Warszawa (m)   | Warszawa (m)   |
| Gocławek                     | Wawer      | Wawer        | Wawer          | Wawer          | Wawer          | Wawer         | Warszawa (m)  | Warszawa (m)   | Warszawa (m)   | Warszawa (m)   |
| Gocławska Kępa               | Wawer      | Warszawa (m) | Warszawa (m)   | Warszawa (m)   | Warszawa (m)   | Warszawa (m)  | Warszawa (m)  | Warszawa (m)   | Warszawa (m)   | Warszawa (m)   |
| Górki Grochowskie            | Wawer      | Warszawa (m) | Warszawa (m)   | Warszawa (m)   | Warszawa (m)   | Warszawa (m)  | Warszawa (m)  | Warszawa (m)   | Warszawa (m)   | Warszawa (m)   |
| Groszówka                    | Okuniew    | Okuniew      | Okuniew        | Wawer          | Wawer          | Sulejówek     | Sulejówek     | Wesoła (dz)    | Wesoła (dz)    | Wesoła (os)    |
| Grochów                      | Wawer      | Warszawa (m) | Warszawa (m)   | Warszawa (m)   | Warszawa (m)   | Warszawa (m)  | Warszawa (m)  | Warszawa (m)   | Warszawa (m)   | Warszawa (m)   |
| Grzybowa                     | Okuniew    | Okuniew      | Okuniew        | Wawer          | Wawer          | Sulejówek     | Sulejówek     | Sulejówek (dz) | Sulejówek (dz) | Sulejówek (os) |
| Karolówka                    | Okuniew    | Okuniew      | Okuniew        | Wawer          | Wawer          | Rembertów (m) | Rembertów (m) | Rembertów (m)  | Warszawa (m)   | Warszawa (m)   |
| Kamionek                     | Wawer      | Warszawa (m) | Warszawa (m)   | Warszawa (m)   | Warszawa (m)   | Warszawa (m)  | Warszawa (m)  | Warszawa (m)   | Warszawa (m)   | Warszawa (m)   |
| Kawenczyn                    | Wawer      | Wawer        | Wawer          | Wawer          | Wawer          | Rembertów (m) | Rembertów (m) | Rembertów (m)  | Warszawa (m)   | Warszawa (m)   |
| Kozia Górka (Grochowska)     | Wawer      | Warszawa (m) | Warszawa (m)   | Warszawa (m)   | Warszawa (m)   | Warszawa (m)  | Warszawa (m)  | Warszawa (m)   | Warszawa (m)   | Warszawa (m)   |
| Kozia Górka (Kawęczyńska)    | Wawer      | Wawer        | Wawer          | Wawer          | Wawer          | Bródno        | Warszawa (m)  | Warszawa (m)   | Warszawa (m)   | Warszawa (m)   |
| Krowa                        | Wawer      | Wawer        | Wawer          | Okuniew        | Okuniew        | Sulejówek     | Sulejówek     | Sulejówek (dz) | Sulejówek (dz) | Sulejówek (os) |
| Las                          | Zagóźdź    | Zagóźdź      | Zagóźdź        | Zagóźdź        | Zagóźdź        | Wawer         | Warszawa (m)  | Warszawa (m)   | Warszawa (m)   | Warszawa (m)   |
| Magenta                      | Okuniew    | Okuniew      | Okuniew        | Wawer          | Wawer          | Rembertów (m) | Rembertów (m) | Rembertów (m)  | Warszawa (m)   | Warszawa (m)   |
| Marysin Wawerski             | Wawer      | Wawer        | Wawer          | Wawer          | Zagóźdź        | Wawer         | Warszawa (m)  | Warszawa (m)   | Warszawa (m)   | Warszawa (m)   |
| Międzylesie (Kaczy Dół)      | Zagóźdź    | Zagóźdź      | Falenica Letn. | Falenica Letn. | Falenica Letn. | Wawer         | Warszawa (m)  | Warszawa (m)   | Warszawa (m)   | Warszawa (m)   |
| Miłosna (Stara)              | Wawer      | Wawer        | Wawer          | Wawer          | Wawer          | Wawer         | Sulejówek     | Wesoła (dz)    | Wesoła (dz)    | Wesoła (os)    |
| Mokry Ług                    | Okuniew    | Okuniew      | Okuniew        | Wawer          | Wawer          | Rembertów (m) | Rembertów (m) | Rembertów (m)  | Warszawa (m)   | Warszawa (m)   |
| Podkaczy Dół (Wiśniowa Góra) | Wawer      | Wawer        | Wawer          | Wawer          | Wawer          | Wawer         | Warszawa (m)  | Warszawa (m)   | Warszawa (m)   | Warszawa (m)   |
| Pohulanka                    | Wawer      | Wawer        | Wawer          | Wawer          | Wawer          | Wawer         | Wiązowna      | Wesoła (dz)    | Wesoła (dz)    | Wesoła (os)    |
| Poligon                      | Okuniew    | Okuniew      | Okuniew        | Wawer          | Wawer          | Rembertów (m) | Rembertów (m) | Rembertów (m)  | Zielonka (os)  | Zielonka (os)  |
| Rembertów Stary              | Okuniew    | Okuniew      | Okuniew        | Wawer          | Wawer          | Rembertów (m) | Rembertów (m) | Rembertów (m)  | Warszawa (m)   | Warszawa (m)   |
| Rembertów Nowy               | Okuniew    | Okuniew      | Okuniew        | Wawer          | Wawer          | Rembertów (m) | Rembertów (m) | Rembertów (m)  | Warszawa (m)   | Warszawa (m)   |
| Sadul                        | Wawer      | Wawer        | Wawer          | Wawer          | Zagóźdź        | Wawer         | Warszawa (m)  | Warszawa (m)   | Warszawa (m)   | Warszawa (m)   |
| Saska Kępa                   | Wawer      | Warszawa (m) | Warszawa (m)   | Warszawa (m)   | Warszawa (m)   | Warszawa (m)  | Warszawa (m)  | Warszawa (m)   | Warszawa (m)   | Warszawa (m)   |
| Wawer (Stary)                | Wawer      | Wawer        | Wawer          | Wawer          | Wawer          | Wawer         | Warszawa (m)  | Warszawa (m)   | Warszawa (m)   | Warszawa (m)   |
| Wawer Nowy                   | Wawer      | Wawer        | Wawer          | Wawer          | Zagóźdź        | Wawer         | Warszawa (m)  | Warszawa (m)   | Warszawa (m)   | Warszawa (m)   |
| Wesoła                       | Okuniew    | Okuniew      | Okuniew        | Wawer          | Wawer          | Sulejówek     | Sulejówek     | Wesoła (dz)    | Wesoła (dz)    | Wesoła (os)    |
| Witolin                      | Wawer      | Warszawa (m) | Warszawa (m)   | Warszawa (m)   | Warszawa (m)   | Warszawa (m)  | Warszawa (m)  | Warszawa (m)   | Warszawa (m)   | Warszawa (m)   |
| Wola Grzybowska              | Wawer      | Wawer        | Wawer          | Wawer          | Wawer          | Sulejówek     | Sulejówek     | Sulejówek (dz) | Sulejówek (dz) | Sulejówek (os) |
| Wygoda                       | Wawer      | Wawer        | Wawer          | Wawer          | Wawer          | Wawer         | Warszawa (m)  | Warszawa (m)   | Warszawa (m)   | Warszawa (m)   |
| Zastów                       | Wawer      | Wawer        | Wawer          | Wawer          | Zagóźdź        | Wawer         | Warszawa (m)  | Warszawa (m)   | Warszawa (m)   | Warszawa (m)   |
| Ząbki                        | Wawer      | Wawer        | Wawer          | Marki          | Marki          | Marki         | Marki         | Ząbki          | Ząbki (os)     | Ząbki (os)     |
| Zbytki                       | Zagóźdź    | Zagóźdź      | Zagóźdź        | Zagóźdź        | Zagóźdź        | Wawer         | Warszawa (m)  | Warszawa (m)   | Warszawa (m)   | Warszawa (m)   |
| Zerzeń                       | Zagóźdź    | Zagóźdź      | Zagóźdź        | Zagóźdź        | Zagóźdź        | Wawer         | Warszawa (m)  | Warszawa (m)   | Warszawa (m)   | Warszawa (m)   |
| Zielona (Grzybowska)         | Okuniew    | Okuniew      | Okuniew        | Wawer          | Wawer          | Sulejówek     | Sulejówek     | Wesoła (dz)    | Wesoła (dz)    | Wesoła (os)    |
| Zygmuntów                    | Okuniew    | Okuniew      | Okuniew        | Wawer          | Wawer          | Rembertów (m) | Rembertów (m) | Rembertów (m)  | Warszawa (m)   | Warszawa (m)   |
| Żurawka                      | Wawer      | Wawer        | Wawer          | Okuniew        | Okuniew        | Sulejówek     | Sulejówek     | Sulejówek (dz) | Sulejówek (dz) | Sulejówek (os) |
| Żwir (Ratajewo)              | Wawer      | Wawer        | Wawer          | Okuniew        | Okuniew        | Sulejówek     | Sulejówek     | Sulejówek (dz) | Sulejówek (dz) | Sulejówek (os) |